# Kappei Yamaguchi
 (octobre 2019).
Si vous disposez d'ouvrages ou d'articles de référence ou si vous connaissez des sites web de qualité traitant du thème abordé ici, merci de compléter l'article en donnant les références utiles à sa vérifiabilité et en les liant à la section « Notes et références ».
Kappei Yamaguchi (山口 勝平, Yamaguchi Kappei), de son vrai nom Mitsuo Yamaguchi (山口 光雄, Yamaguchi Mitsuo) est un seiyū, né le 23 mai 1965 à Fukuoka au Japon. Il aime les dessins spéciaux et a des capacités en informatique. Il a participé aux doublages de plusieurs films, séries TV et jeux vidéo. Il a également chanté des génériques de séries TV.

## Filmographie

### Films
- 1986 : Riyon densetsu furea (The Legend of Lyon: Flare I & II) - Franz Shester.
- 1986 : Violence Jack bangaihen: Harlem bomber hen (Violence Jack: Evil Town) - Inuma Saurou.
- 1988 : Violence Jack jigokugai-hen (Violence Jack, Part 2: Hell's Wind) - Inuma Saurou.
- 1989 : Kiki la petite sorcière - Tombo.
- 1990 : Jû-kyû (Nineteen) - ami de Kubota.
- 1990 : Violence Jack Hells' Wind (Violence Jack, Part 3: Slumking) - Inuma Saurou.
- 1990 : Les Chroniques de la guerre de Lodoss - Etoh.
- 1991 : Aruslân senki (The Heroic Legend of Arislan) - Arslan.
- 1991 : Madara - Madara.
- 1991 : Mamono hantâ Yôko (Devil Hunter Yohko) - Osamu.
- 1991 : Slow Step - Akiba Shuu.
- 1991 : Ranma ½: Chûgoku Nekonron daikessen! Okite yaburi no gekitô hen (Ranma ½: The Movie, Big Trouble in Nekonron, China) - Ranma Saotome.
- 1992 : Aruslân senki, Part 2 - Arslan.
- 1992 : KO Seiki Beast (KO Century Beast) - Wan Dabada.
- 1992 : Injû gakuen 2 (La Blue Girl 2) - ??.
- 1992 : Ranma ½: Kessen Tôgenkyô! Hanayome o torimodose!! (Ranma ½: Nihao My Concubine/Ranma ½: The Movie 2, Battle at Togenkyo! Get Back the Brides!/Ranma ½: The Movie 2, Nihao My Concubine) - Ranma Saotome
- 1992 : Tokyo Babylon (OAV 1 et OAV 2) : Subaru Sumeragi
- 1999 : Gravitation (OAV): Ryuichi Sakuma

### Séries TV
- 2024 : Bucchigiri?! - Komao
- 2015-2016 : Durarara!! - Akabayashi Mizuki
- 2015 : Rinne - Sabato Rokudou
- 2014 : Magic Kaito 1412 - Kaito Kuroba (Kid l'insaisissable), Shinichi Kudo
- 2014 : Persona 4: The Golden Animation - Kuma
- 2014 : Ressha Sentai Toqger - Ticket
- 2013 : Danganronpa - Hifumi Yamada
- 2012 : Les Tortues Ninja - Michelangelo
- 2012 : Persona 4 The Animation - Kuma
- 2011 : Hunter x Hunter - Feitan
- 2009-2010 : Inu-Yasha : dernier acte - Inuyasha
- 2009 : Pandora Hearts - Cheshire Cat
- 2009 : Blue Dragon - Andropov
- 2006-2007 : Death Note - L
- 2006-2007 : Futari wa precure splash star - Flappy
- 2006-2007 : Kiba - Hugh
- 2005-2008 : Eyeshield 21 - Tarô "Monta" Raimon
- 2005 : Paradise Kiss - Yamaguchi Tsutomu
- 2005 : La loi d'Ueki - Hideyoshi Soya
- 2004 : DearS - Hikorou Oikawa (Oihiko)
- 2004 : Dead Leaves (Deddo Rībusu) - Retro
- 2003-2005 : Pretty Guardian Sailor Moon- Artemis
- 2000-2004 : Inu-Yasha - Inuyasha
- 2000 : Gravitation - Ryuichi Sakuma
- 1999- : One Piece - Usopp.
- 1996- : Détective Conan - Kudo Shinichi, Kid l'insaisissable
- 1994 : Mobile Fighter G Gundam - Sai Saici
- 1993 : The Cockpit - Soldat Utsunomiya
- 1992: Yū Yū Hakusho - Jin
- 1992 : Villgust - Bostov
- 1991 : Seishojo kantai virgin fleet (Virgin Fleet) - Sada
- 1991 : Jaianto robo: Animeshon - Daisaku Kusama
- 1991 : Chô-Bakumatsu shônen seiki takamaru (Takamaru) - Fukuda Clorde
- 1991 : Koko wa greenwood - Koizumi Tenma
- 1991 : Samouraï Pizza Cats - Yattarou
- 1990-1993 : Chibi Maruko-chan
- 1989-1992, 2024 : Ranma ½ - Ranma Saotome
- 1989 : 1+2 = Paradise - Yuusuke Yamamoto
- 1983-1986 : Captain Tsubasa - Franz Schester

### Jeux vidéo
- Crash Bandicoot - Crash.
- Persona 4 - Kuma.
- Breath of Fire III - Ryu (Adulte)
- Tengai Makyou II Manjimaru - Kabuki Danjuuro.
- Final Fantasy VII remake - Red XIII
- Tales of Rebirth - Tytree Crowe
- Tales of the Rays - Tytree Crowe
- Ghost of Tsushima - Taka
- Nino kuni 1 - Philippe/Phil

### Génériques
- We are (générique 7 de One Piece)
- Family (Ending spécial de One Piece avec la voix des doubleurs)